# Centro Ricerche Fiat

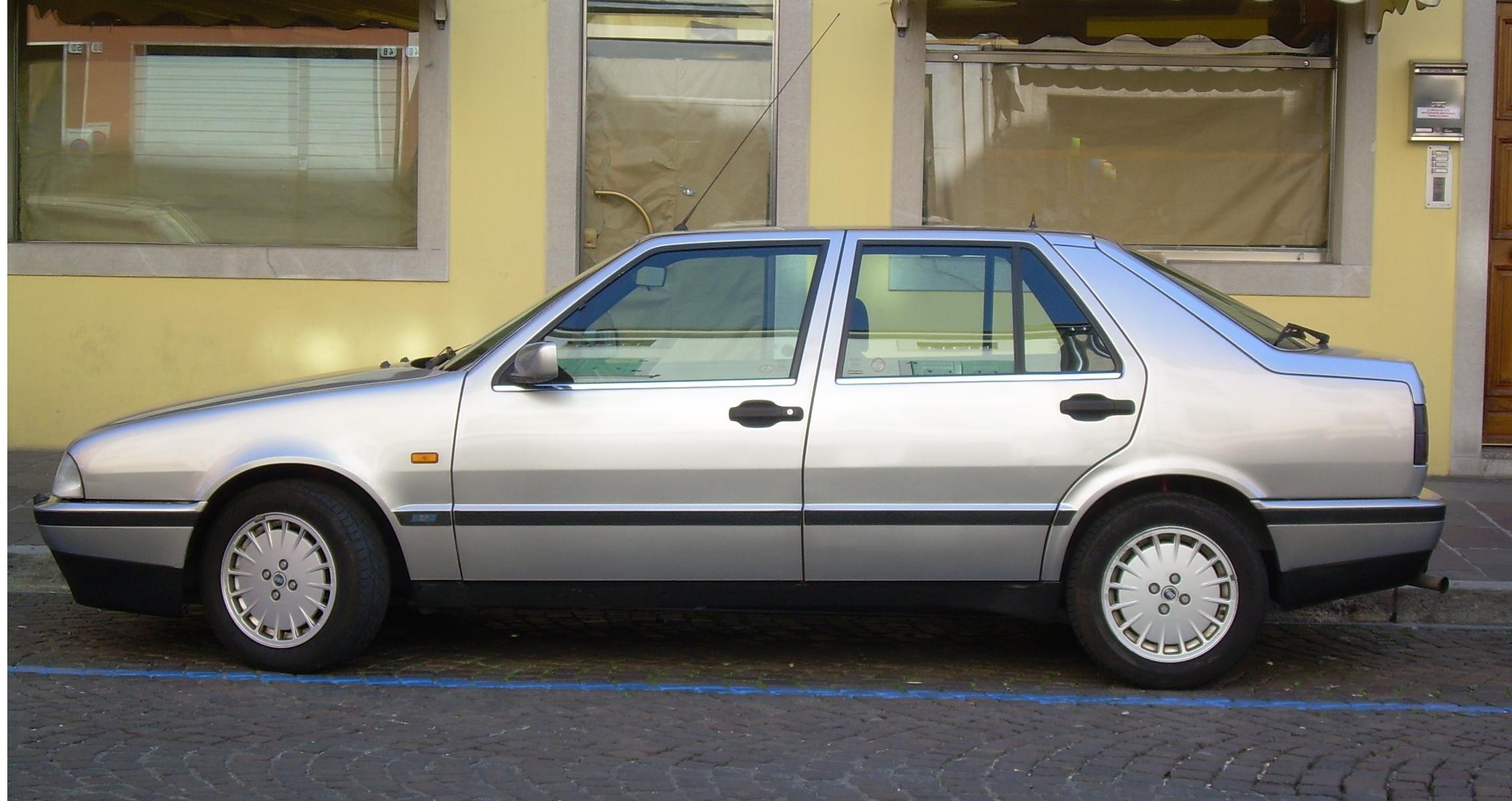
Fiat Croma TD iD, primer automóvil del mundo con motor diésel de inyección directa

Centro Ricerche Fiat es un centro de investigación aplicada, fundado en 1976 como polo de desarrollo de la innovación para empresas de Fiat Group, como Fiat Group Automobiles, Ferrari, Maserati, Iveco, CNH, Fiat Powertrain Technologies y Automotive Lighting. Sus principales actividades son investigación y desarrollo de tecnologías para motores y componentes, movilidad verde, sistemas de iluminación para automóviles, sistemas de movilidad autónoma, investigación para la movilidad segura, óptica y telemática, nuevos materiales de nano y microtecnología así como de técnologías de producción. Cuenta con más de 850 empleados altamente cualificados.

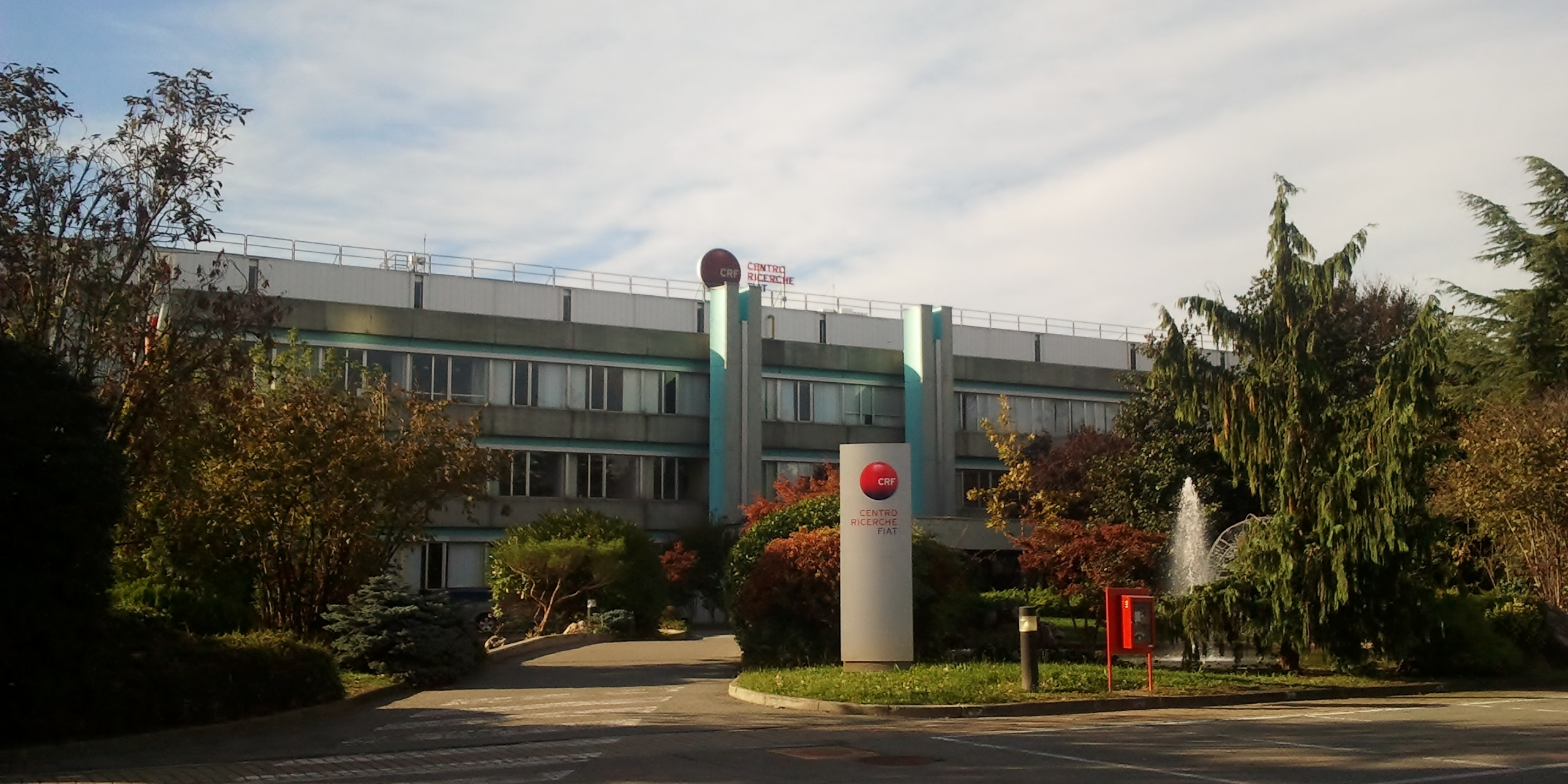
Edificio principal del Centro Ricerche Fiat en Orbassano

Su sede central se sitúa en Orbassano, a pocos kilómetros de Turín. Dispone de otros centros en Bari, Trento y Foggia; y un quinto centro en Udine llamado "Centro Ricerche Plast-Optica" dedicado a sistemas de iluminación para automóviles. Colabora con otros centro de innovación y desarrollo de Fiat Group como Centro Sicurezza Fiat y ELASIS.
Desde 1976 ha patentado más 2300 innovaciones y actualmente más de 600 patentes están pendientes de aprobación. 50 de sus proyectos han sido premiados en el programa europeo Seventh Framework 2007-2013. 

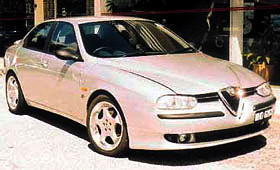
Alfa Romeo 156 JTD, primer automóvil del mundo con motor common-rail.

## Principales innovaciones tecnológicas
- Primer motor diésel de inyección directa para automóviles.

- Unijet, primer sistema common-rail para automóviles.

- TetraFuel, primer motor que puede funcionar con cuatro combustibles diferentes.

- MultiAir, primer sistema electrónico de control del movimiento de las válvulas del motor.

- Motor TwinAir, motor bicilindrico de altas prestacionesde y bajo consumo y emisiones.

## Hitos tecnológicos

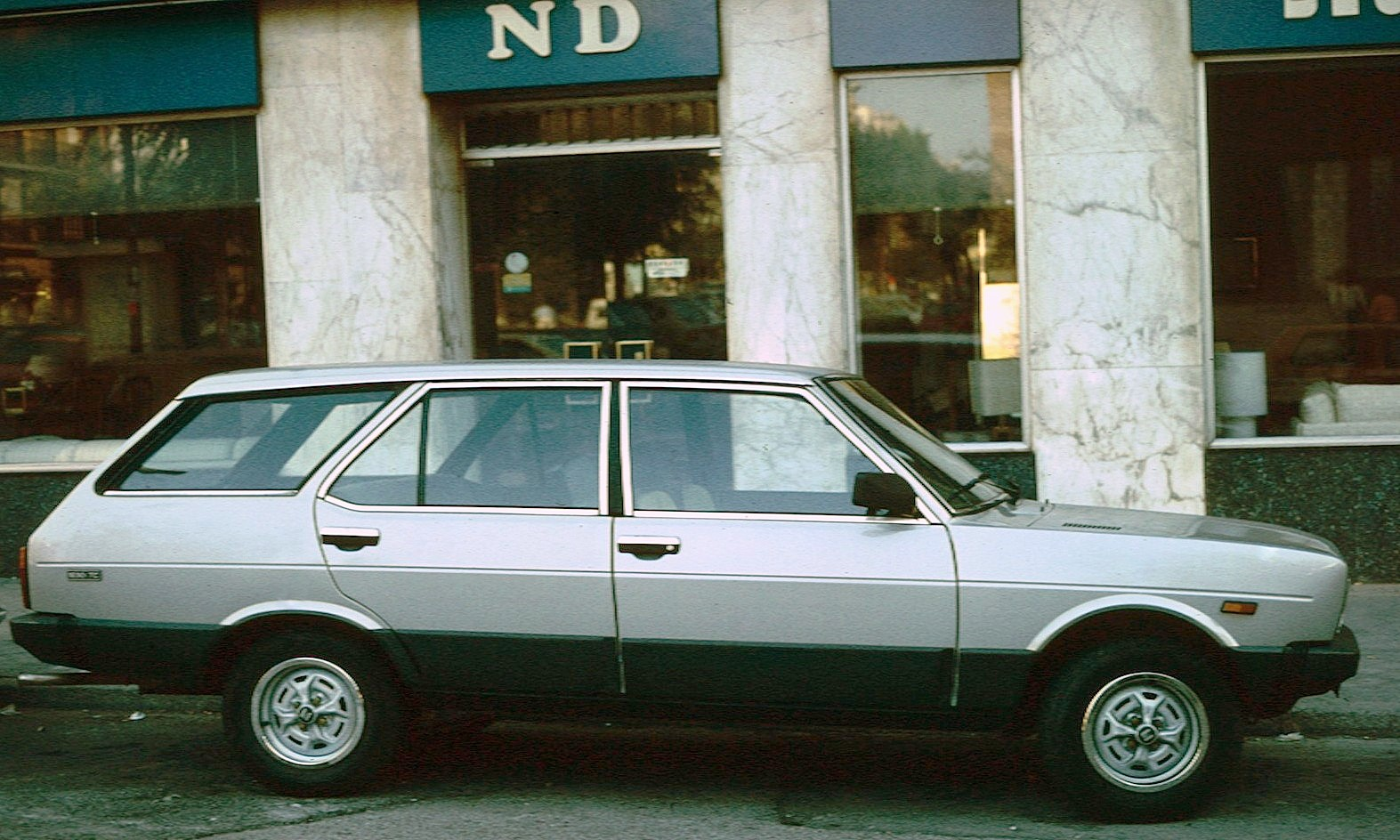
Fiat 131 Panorama usado en 1981 para probar motores diésel de inyección directa

### De 1978 a 1982
- 1978: Presentación del prototipo eléctrico Fiat X1/23.

- 1979: Adaptación de una Iveco Daily para su uso exclusivo con motores eléctricos.

- 1980: Inicio del estudio para un sistema automático para la parada y arranque del motor cuando este no se encuentra en movimiento, consiguiendo más de un 13% de reducción del consumo de combustible.

- 1980: Primeros resultados en el campo de la soldadura láser.

- 1981: Montaje del motor 237 ID diésel de inyección directa en el Fiat 131 Panaroma para realizar pruebas de consumo y emisiones.

- 1981: Construcción de un prototipo que alerta al conductor de incidencias mecánicas mediante mensajes de voz pregrabados.

- 1982: Diseño de una innovadora familia de motores diésel y gasolina de tamaño medio.

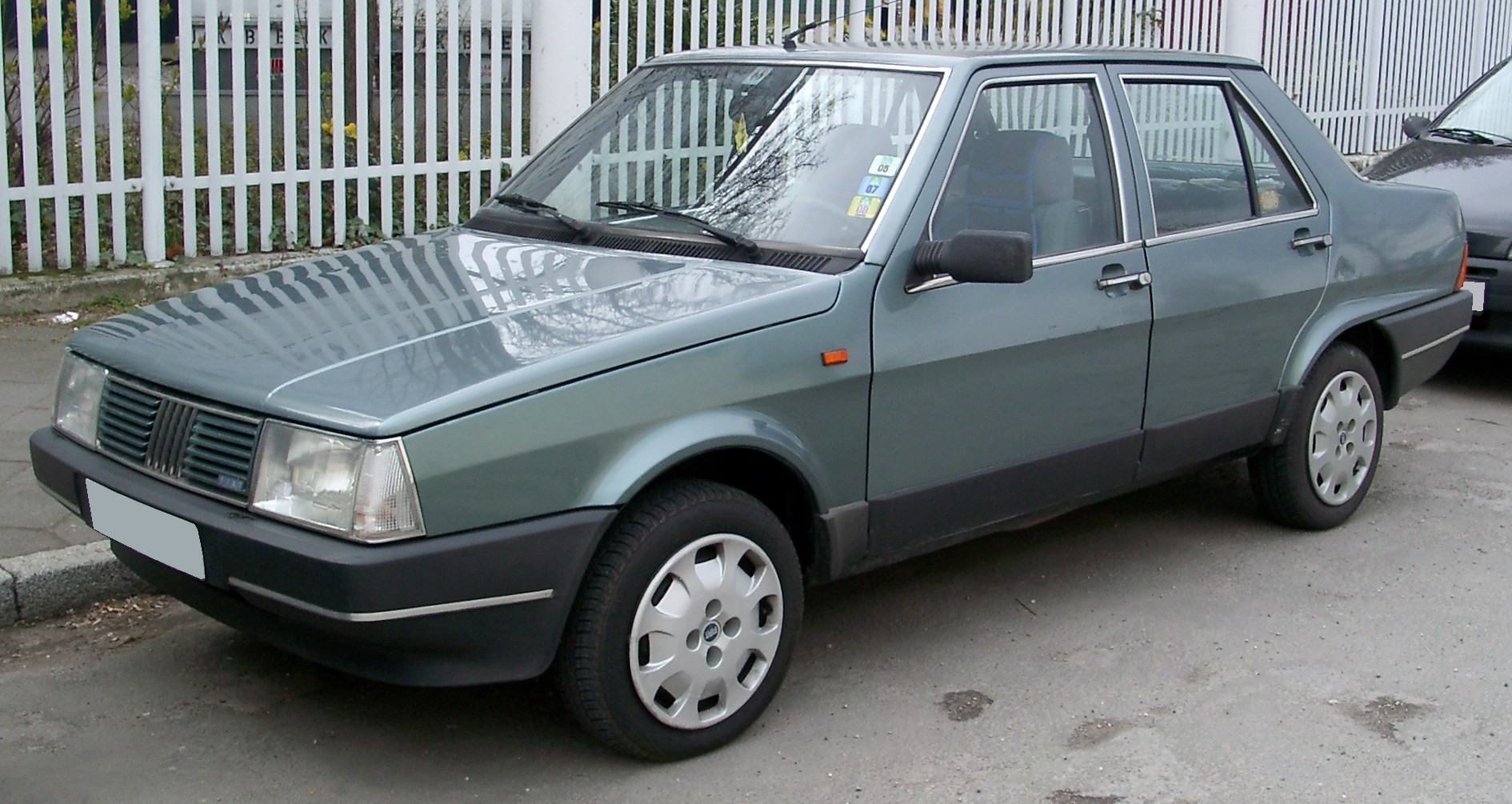
Fiat Regata comercializado desde 1983 con un sistema de parada y arranque

### De 1983 a 1987
- 1983: Desarrollo de un módulo para la Agencia Espacial Europea para el estudio de la dinámica de fluidos en ausencia de gravedad. Usado en dos misiones del transbordador espacial Shuttle.

- 1983: Se aplica el primer sistema Star-Stop en un automóvil, el Fiat Regata con denominación ES (Energie Saving).

- 1984: Desarrollo de un sistema de estampado de planchas de acero de gran resistencia especialmente pensado para las cabinas de camiones.

- 1985: Fabricación de un motor turbo diésel de inyección directa de 1930 cm³ y 115 CV.

- 1985: Sistema ABF de frenado.

- 1986: Se fabrica el primer automóvil del mundo con motor diésel Turbo inyección directa, el Fiat Croma con denominación TD iD.

- 1986 Fiat Croma TD iD, primer vehículo del mundo comercializado con motor turbo diésel de inyección directa.

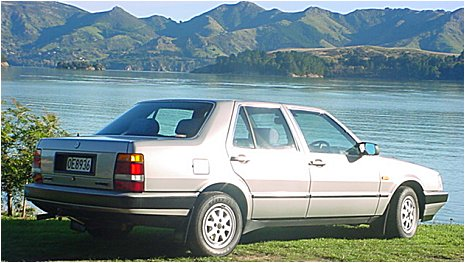

- 1986: Lanzamiento del prototipo Fiat X1/75 con motor bicilíndrico turbo diésel de inyección directa y transmisión continua, con un consumo de 2.5l/100 km.

- 1986: Proyecto para la fabricación de una nueva familia de motores gasolina de dos cilindros y 574 cm³, así como motores diésel de inyección directa de 708 cm³.

- 1987 Desarrollo del sistema infotayment. (sistema de información a bordo con pantalla táctil), el cual es capaz de controlar el aire acondicionado, y el equipo de sonido.

Será comercializado como novedad mundial sobre el vehículo Lancia Thema 8.32.
- 1987: Desarrollo de un sistema de información a bordo con pantalla LCD (Liquid Control Display) táctil, para el Lancia Thema.

- 1987: Primer sistema del mundo de visión electrónica para robots aplicado al ensamblaje automático del parabrisas en la planta de Fiat Cassino

- 1987: Puesta a punto del sistema antideslizamiento PAS, para el control del frenado en condiciones de poca adherencia.

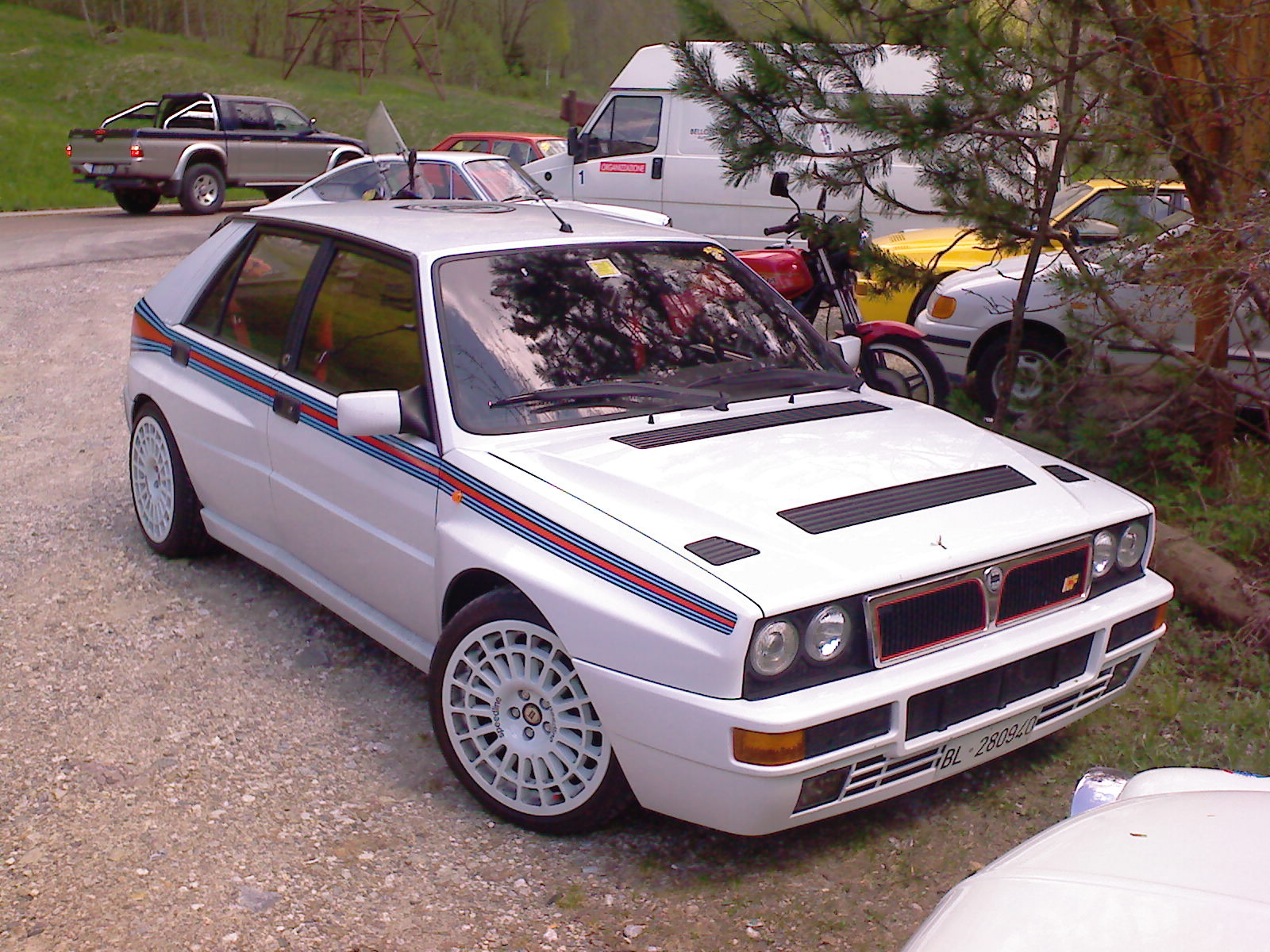
Lancia Delta Rallye, que adoptaría el sistema 4Ws de tracción a las cuatro ruedas

### De 1988 a 1992
- 1988: Desarrollo de un parabrisas con un nuevo cristal tintado para reducir la temperatura dentro del habitáculo.

- 1988: Robot antropomórfico para la soldadura láser continua de aleaciones tridimensionales. Aplicado posteriormente en la fabricación de diferentes piezas del transbordador espacial Shuttle.

- 1989: Montaje en el Lancia Thema un prototipo de sistema de información a bordo basado en el uso de una pantalla CRT para el uso remoto de funciones del vehículo como la radio, la televisión, el teléfono móvil y aire acondicionado.

- 1989: Desarrollo de un sistema de tracción a las cuatro ruedas controlado electrónicamente (4Ws), con diferentes lógicas de funcionamiento en función a la velocidad y la situación dinámica del vehículo. Primera aplicación en el Lancia Thema.

- 1989: Desarrollo e instalación en un autobús de un sistema de refrigeración nutrido por energía fotovoltaica para la reducción de la temperatura del habitáculo del vehículo cuando este se encuentra aparcado bajo el Sol.

- 1991: Sistema anti-colisión basado en láser y radar.

- 1991: Adaptación del sistema 4Ws en el Lancia Delta Rallye.

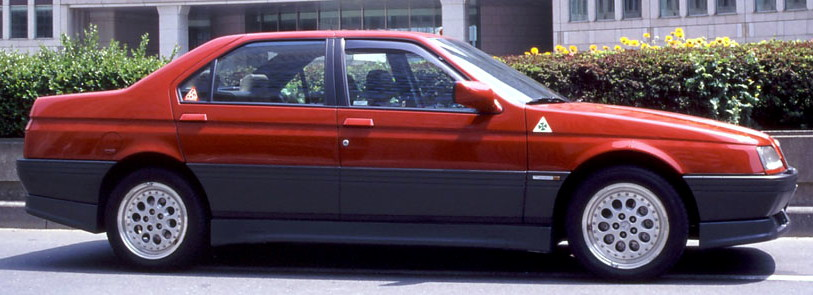
Alfa Romeo 164 sobre el que se equiparía el sistema ALERT

- 1992: Prototipo del Lancia Thema dotado de suspensiones activas, aplicando los conocimientos obtenidos de la Fórmula 1 para la mejora de la seguridad activa y el confort.

- 1992: Desarrollo de una caja robotizada de gran eficiencia. El actuador electro-hidráulico podía ser adaptado a cualquier caja de cambio de Fiat.

- 1992: Construcción de un vehículo únicamente con composites, con igual comportamiento que las carrocerías de acero.

### De 1993 a 1997
- 1993: Pre-industrialización del sistema common-rail Unijet.

- 1993: Prototipo del Fiat Croma con motor a gas natural.

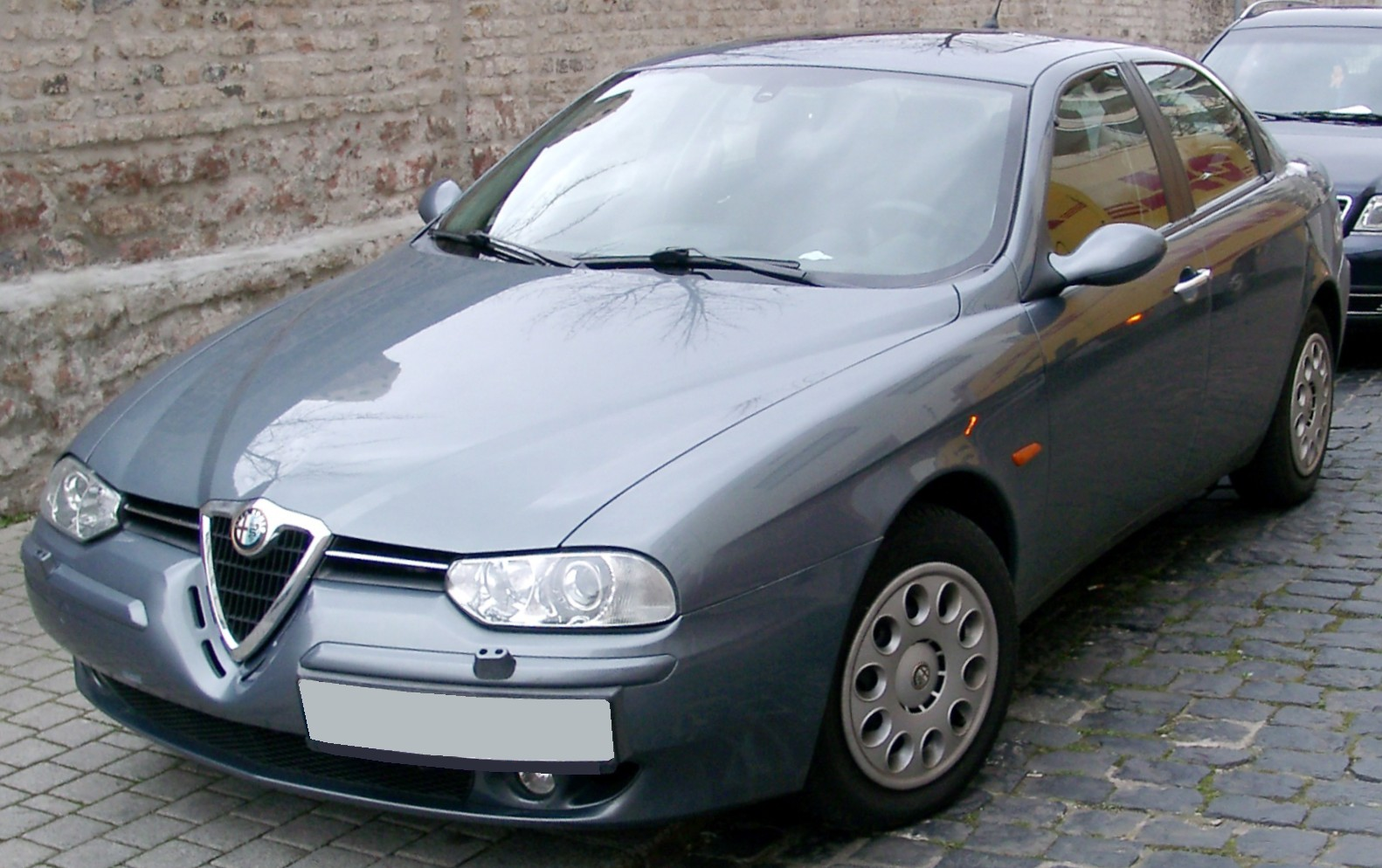
Alfa Romeo 156, primer vehículo sobre el que se ofreció el cambio robotizado Selespeed

- 1993: Motor con sistema de válvulas variables.

- 1993: Prototipo de Alfa Romeo 164 con sistema ALERT, equipado sistemas electrónico de comunicación de los elementos del automóvili, radar anti-colisión, control de crucero adaptativo, sensor de microondas para el aparcamiento y sensor de adelantamiento.

- 1993: Faros con lentes difractivas.

- 1994: Prototipo eléctrico Fiat Zic.

- 1996: Se vende la patente a Magneti Marelli de una caja de cambios robotizada controlada electrónicamente que aprende el estilo de conducción para optimizar el consumo y el confort. Magneti Marelli comienza la producción de la caja bajo el nombre de Selespeed, cuya primera aplicación será en el Alfa Romeo 156.

- 1996: Prototipo de luces adaptativas.

- 1996: Comienzo del desarrollo para la evolución del prototipo eléctrico Fiat Zic hacia un nuevo prototipo híbrido denominado Fiat Vanzic.

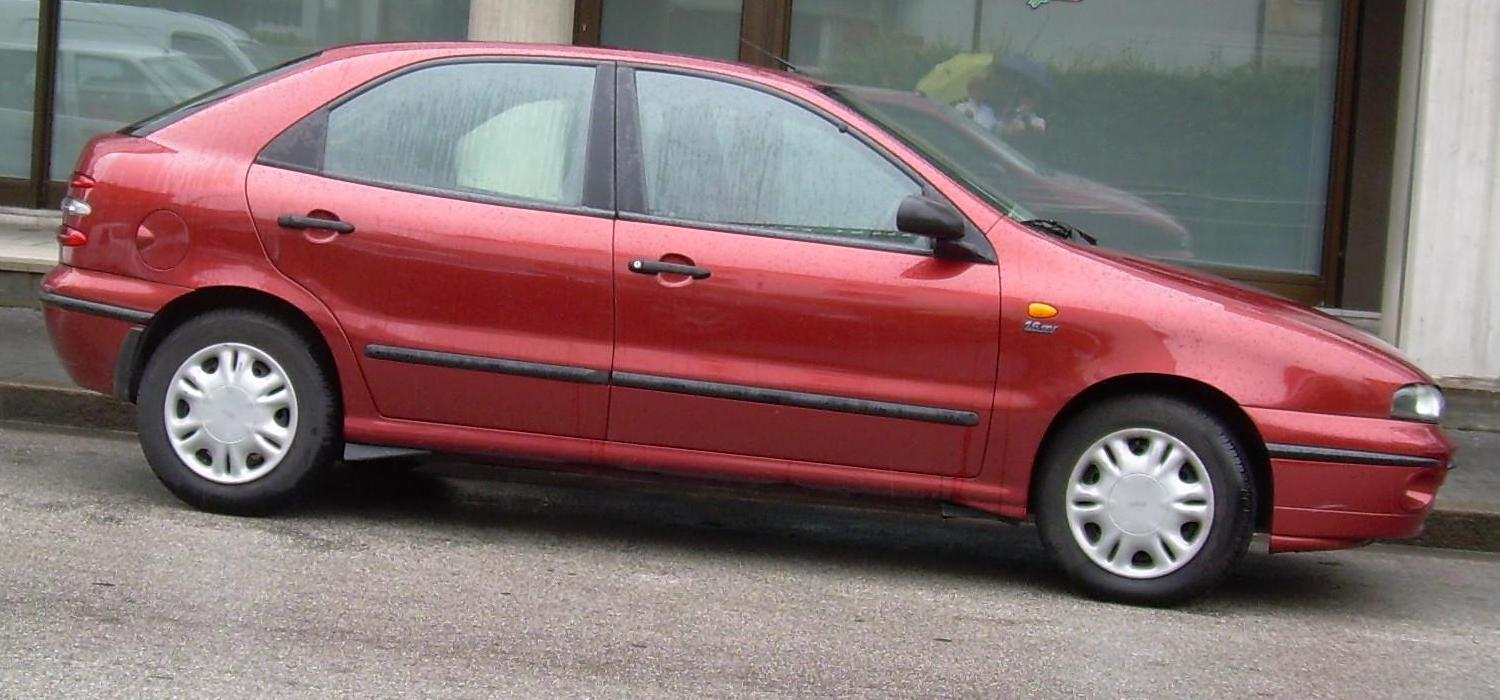
En 1999 se presenta en Tokio un prototipo híbrido del Fiat Brava

- 1997: El Alfa Romeo 156 se convierte en el primer automóvil con motor diésel common-rail del mundo.

- 1997: Fiat Marea movido por gasolina y gas natural.

- 1997: Sistema láser para el revestimiento de superficies para obtener materiales de mayor rendimiento.

### De 1998 a 2002
- 1998: Se presenta el prototipo Fiat Ecobasic, que cumpliendo la normativa de emisiones Euro 4, consume 2.9 l de gasolina cada 100 kilómetros.

- 1998: Se fabrican las primeras suspensiones Multilink diseñadas por el centro para los Alfa Romeo 166 y Lancia Thesis.

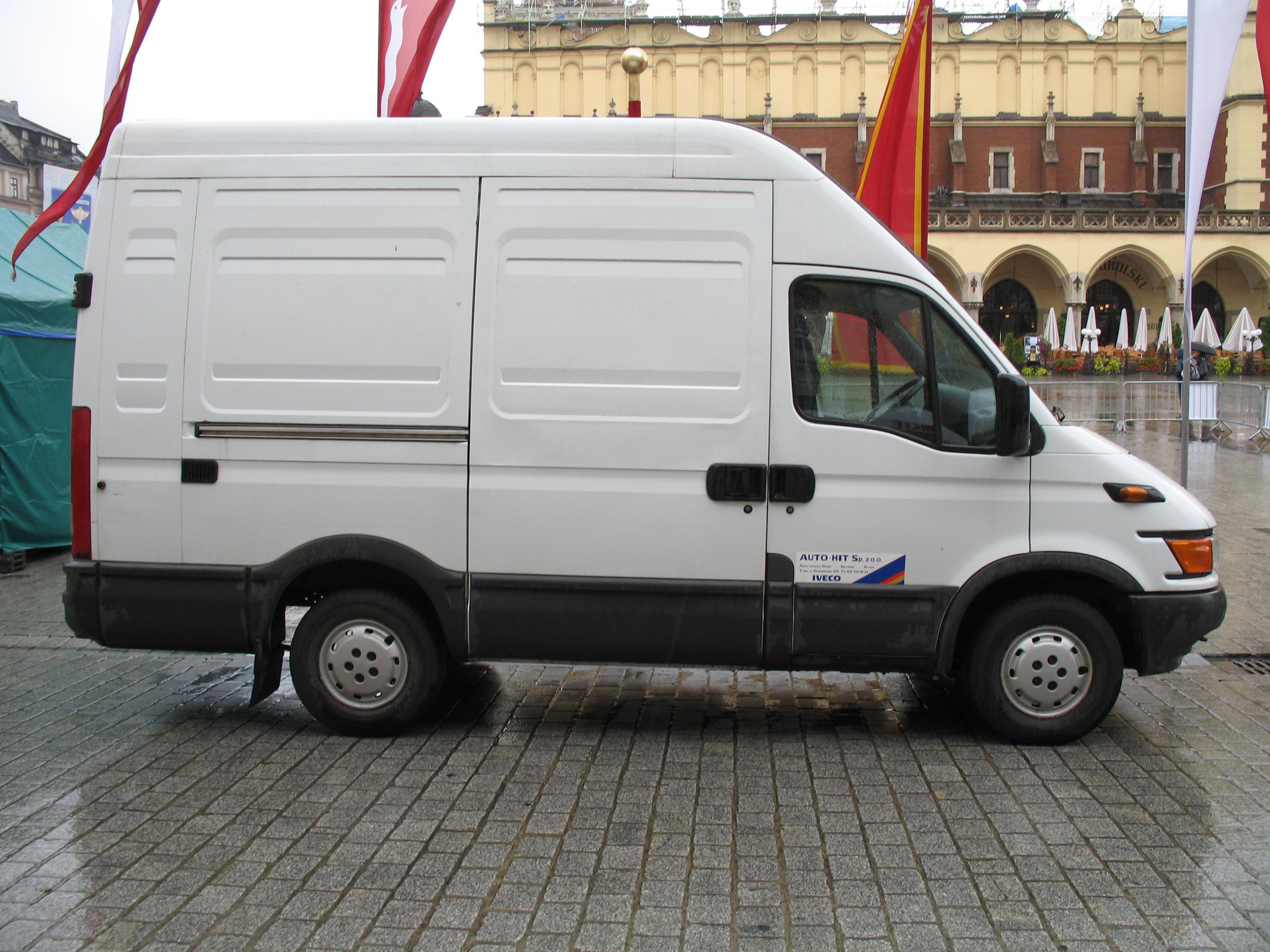
Iveco Daily para la que se desarrolló en 2001 el sistema Infodaily

- 1999: Se presenta en Tokio, junto a los primeros Honda y Toyota híbridos, el Fiat Brava Ecodriver Hibryd dotado de un motor de gasolina integrado con otro eléctrico y caja de cambios automática optimizada.

- 1999: Desarrollo de la soldadura por diodo láser.

- 1999: Estudio de aplicaciones con tecnología de nanotubos de carbono.

- 2000: UniAir, primer sistema para el control electrónico del movimiento de las válvulas del motor, permitiendo mejoras en los niveles de consumo, emisiones y combustión.

- 2001: Presentación del prototipo del Lancia Nea, prototipo que es capaz de evitar accidentes tomando el control del vehículo si es necesario.

- 2001: Se presentan los primeros vehículos del grupo dotados de pila de combustible, bajo la denominación H2Electtra.

- 2001: Se desarrolla el sistema Infodaily para Iveco.

- 2002: Se montan los primeros Alfa Romeo diésel con tecnología MultiJet, evolución del UniJet, primer sistema common-rail.

- 2002: Prototipo del Fiat Cinquecento con motor eléctrico.

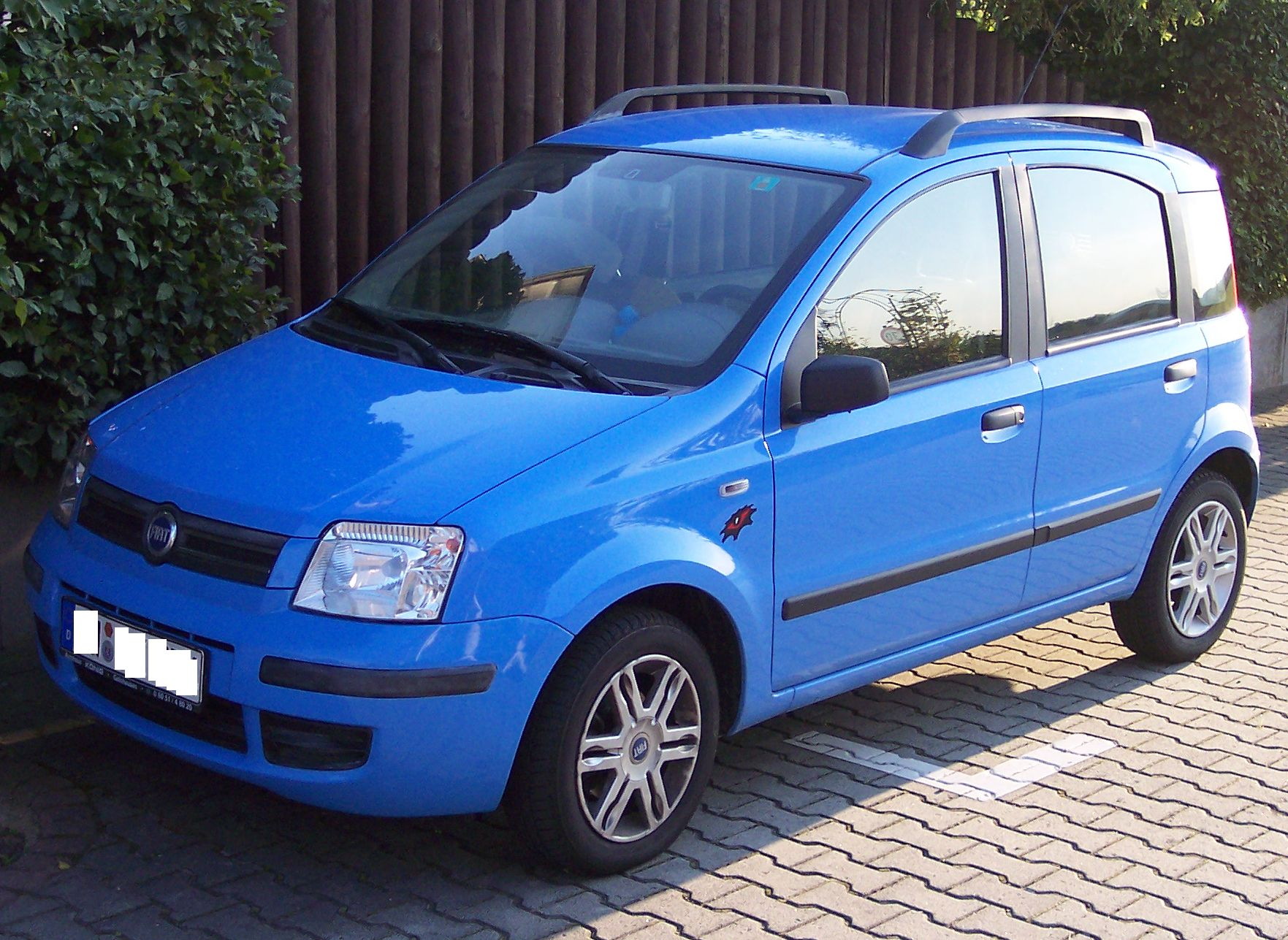
Fiat Panda usado como vehículo de demostración de diferentes tecnologías verdes del grupo

- 2002: Nuevos materiales con memoria de forma para los actuadores del motor.

- 2002: Desarrollo de una nueva caja de cambios de doble embrague en seco con funcionamiento manual y automático.

### De 2003 a 2008
- 2003: Fabricación de los primeros motores diesl 1.3 16V con tecnología MultiJet.

- 2003: Demostración en un Alfa Romeo 147 de un sistema de dirección donde no hay conexión mecánica entre el volante y el sistema de la dirección, al haber sido sustituida la columna de dirección por un sistema electrónico (drive by wire).

- 2005: Preindustrialización de motores de gasolina con tecnología MultiAir.

- 2005: Presentación en Barcelona del prototipo Fiat Sportiva Latina.

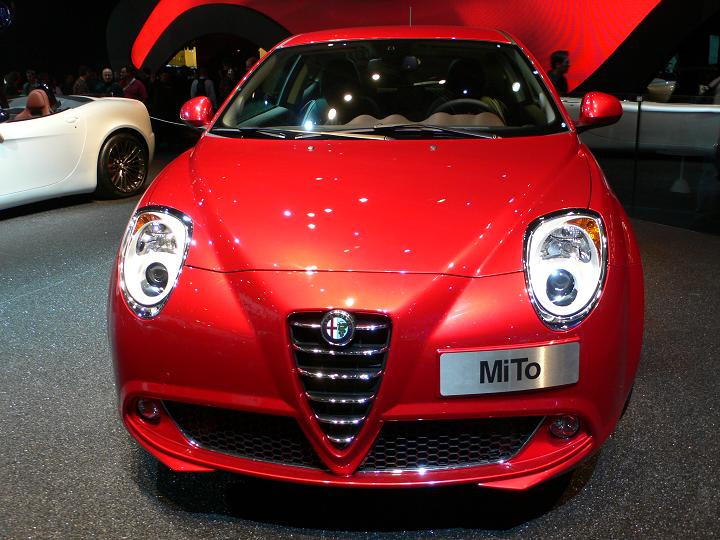
Alfa Romeo MiTo, primer automóvil con tecnología MultiAir.

- 2004: Sistema Stop&Start para el Fiat Grande Punto.

- 2004: Tecnología led para iluminación, que reduce el consumo y aumenta la vida del producto frente a soluciones tradicionales.

- 2005: En conlaboración con Comau, diseño del robot de soldado láser Agilaser, que permite dirigir remotamente sus movimiento.

- 2006: Presentación del Fiat Panda MultiEco en el Salón del Automóvil de Ginebra.

- 2007: Presentación del Fiat HYperPanda, con motor de gas natural e hidrógeno.

- 2008: Proyecto Fiat Phylla, vehículo de motor eléctrico integrado con energía solar.

## Red de colaboradores
El Centro Ricerche Fiat ha fomentado una amplia red de colaboradores. Forman parte de esta red centros de investigación públicos y privados, así como más de 150 universidades de todo el mundo.

### En España
- Telefónica

- Universidad Politécnica de Madrid

- Universidad Politécnica de Cataluña

- Universidad Politécnica de Valencia

- Universidad de Zaragoza

## Proyectos en los que colabora
El Centro Ricerche Fiat colabora en diversos programas de la Comisión Europea para el desarrollo del medio ambiente, la movilidad y la seguridad en las carreteras. 

### Medio Ambiente
- B-COOL, programa para sistemas de aire acondicionado de bajo coste, gran eficiencia y baja emisión de CO2.

- EE-VERT, vehículos energéticamente eficientes

- HeatReCar, programa para la reducción de consumo de electricidad en camiones ligeros.

### Movilidad
- EBSF, sistema europeo de autobuses del futuro.

- VECOM, Vehicle Concept Modelling.

### Seguridad
- APRO-SYS, sistemas avanzados de protección.

- CITY MOBIL, transporte avanzado para el entorno urbano.

- CVIS, sistema de infraestructuras de vehículos cooperativos.

- eVALUE, pruebas y evaluaciones de sistemas de seguridad.

- SAFESPOT, sistemas cooperativos para carreteras seguras.

- WASP, EuroFOT, TeleFOT